# Tinggarsari
Tinggarsari is een bestuurslaag in het regentschap Buleleng van de provincie Bali, Indonesië. Tinggarsari telt 2299 inwoners (volkstelling 2010).